# Ismelding
En ismelding er en meddelelse om havisens udbredelse i danske farvande, der udsendes af Forsvarets Marinestab. Meldingen opdateres dagligt kl 11:00 i sæsonen, der strækker sig fra slutningen af november til slutningen af marts.
Ismeldingens data stammer fra ca. 150 observatører rundt omkring i landet og udsendes som en 4-cifret kode, den såkaldte Østersøkode, der er fælles for alle landene omkring Østersøen.
Østersøkoden er bygget op omkring ASTK, hvor bogstaverne erstattes af tal, der vedrører henholdsvis:
- A – Koncentration af is
- S – Istykkelse
- T – Topografi (flagestørrelse)
- K – Besejlingsforhold

| Kode | A - Koncentration af is                                                        | S - Istykkelse                                               | T - Topografi (flagestørrelse)                                        | K - Besejlingsforhold                                                                                           | K - Besejlingsforhold |
| ---- | ------------------------------------------------------------------------------ | ------------------------------------------------------------ | --------------------------------------------------------------------- | --- | --------------------- |
| 0    | Isfrit                                                                         | Is mindre end 5 cm tyk -nyis eller mørk tyndis               | Tallerkenis, isskosse, kvadderis -mindre end 20 m i tværmål           | Skibsfart uhindret                                                                                              |                       |
| 1    | Åbent vand -mindre end 1/10                                                    | Is 5 til 10 cm tyk -lys tyndis eller isskorpe                | Isflager 20 til 100 m i tværmål -små isflager                         | Sejlads vanskelig eller farlig for træskibe uden isforhudning                                                   |                       |
| 2    | Spredt drivis -1/10 til mindre end 4/10                                        | Is 10 til 15 cm tyk                                          | Isflager 100 til 500 m i tværmål - mellemstore isflager               | Sejlads vanskelig for stålskibe, der er svagt byggede eller har ringe maskinkraft                               |                       |
| 3    | Åbent drivis -4/10 til 6/10                                                    | Is 15 til 30 cm tyk                                          | Isflager 500 til 2000 m i tværmål -store isflager                     | Sejlads uden isbryderhjælp er kun mulig for stærkt byggede skibe egnede for sejlads i is og med god maskinkraft |                       |
| 4    | Tæt drivis -6/10 til 8/10                                                      | Is 30 til 50 cm tyk                                          | "Kæmpe isflager" mere end 2000 m i tværmål, eller jævn is.            | Sejlads foregår i rende uden isbryder-hjælp                                                                     |                       |
| 5    | Meget tæt drivis -9/10 til 9+/10*                                              | Is 50 til 70 cm tyk                                          | Overlappende is (pakis)                                               | Isbryderhjælp gives kun til skibe egnede til sejlads i is og af en vis størrelse                                |                       |
| 6    | Kompakt drivis, inklusive sammenfrosset driviskoncentration 10/10              | Is 70 til 120 cm tyk                                         | Kompakt snesjap eller isklumper, eller kompakt kvadderis              | Isbryderhjælp gives kun til skibe af særlig klasse og størrelse                                                 |                       |
| 7    | Fastis med drivis udenfor                                                      | Is overvejende tyndere end 15 cm med forekomst af tykkere is | Skrueis eller skrueisvolde                                            | Isbryderhjælp gives kun til skibe efter særlig aftale                                                           |                       |
| 8    | Fastis                                                                         | Is overvejende 15 til 30 cm tyk med forekomst af tykkere is  | Smeltevandshuller (våger) eller mange smeltevandspytter på overfladen | Sejlads indstillet indtil videre                                                                                |                       |
| 9    | Åben rende i meget tæt eller kompakt drivis eller rende langs den faste iskant | Is overvejende tykkere end 30 cm med forekomst af tyndere is | Rådden is                                                             | Sejlads ophørt                                                                                                  |                       |
| X    | Ukendt                                                                         | Ukendt                                                       | Ukendt                                                                | Ukendt |                       |